# Daniel Zovatto
Daniel Zovatto Blanco (San José, 28 giugno 1991) è un attore costaricano.

## Biografia
Nato a San José, Costa Rica, il 28 giugno 1991 da Sylvia Blanco. Dopo essersi trasferito a New York City, inizialmente inseguì il teatro e fu scelto per un cortometraggio, The Return. Successivamente si è trasferito a Los Angeles, dove ha esordito nel cinema nel film horror del 2013, Beneath, nei panni di Johnny. Il film indipendente, uscito il 3 maggio 2013, è stato diretto da Larry Fessenden e ha segnato il suo primo ruolo principale in un film. Nello stesso anno, ha recitato nei panni di Neils Hirsch nel film drammatico dell'orrore Innocence. 
Nel 2014, ha debuttato in televisione nella prima stagione di Agents of S.H.I.E.L.D.. Da maggio a ottobre 2014, ha avuto un arco di 3 episodi nella serie drammatica della soap opera ABC Revenge. Il suo personaggio, Gideon LeMarchal, risale a Charlotte Grayson (Christa B. Allen) nella terza e quarta stagione della serie. Il prossimo film è stato la commedia romantica Dimmi quando, nel ruolo di Junior, al fianco di attori come Chloë Grace Moretz, Keira Knightley e Mark Webber. Questo è stato seguito con il suo ruolo di protagonista nel film horror 2014, It Follows, nei panni di Greg Hannigan. Il film ha ricevuto ampi consensi dalla critica. 
Ha avuto un ruolo da protagonista in Man in the Dark, un film horror diretto da Fede Álvarez. Nel ruolo del personaggio Money, il film è stato presentato per la prima volta il 12 marzo 2016, al South by Southwest film festival, e ha ricevuto un'uscita teatrale negli Stati Uniti il 26 agosto 2016. Sebbene il film sia ambientato a Detroit, è stato girato principalmente in Ungheria, con solo poche viste delle rovine di Detroit girate a Detroit.  Dal 2016, Zovatto ha avuto un ruolo ricorrente nella seriedrammatica dell'orrore di AMC Fear the Walking Dead, durante la seconda stagione dello show. Mentre non appare nel primo episodio della seconda stagione, Jack viene ascoltato mentre conversa con Alicia Clark (Alycia Debnam-Carey), dopo che quest'ultimo risponde alle sue chiamate di soccorso per radio. I personaggi di Debnam-Carey e Zovatto condividono una storia d'amore negli episodi successivi "Blood in the Streets" e "Captive", nonostante Jack e i suoi complici abbiano rapito Clark e il suo patrigno.

## Filmografia

### Cinema
- Beneath, regia di Larry Fessenden (2013)
- Innocence, regia di Hilary Brougher (2013)
- Dimmi quando (Laggies), regia di Lynn Shelton (2014)
- It Follows, regia di David Robert Mitchell (2014)
- Man in the Dark (Don't Breathe), regia di Fede Álvarez (2016)
- Newness, regia di Drake Doremus (2017)
- Lady Bird, regia di Greta Gerwig (2017)
- Vandal, regia di Jose Daniel Freixas (2019)
- Heavy, regia di Jouri Smit (2019)
- Flinch, regia di Cameron Van Hoy (2021)
- L'esorcista del papa (The Pope's Exorcist), regia di Julius Avery (2023)
- Woman of the Hour, regia di Anna Kendrick (2023)

### Televisione
- Agents of S.H.I.E.L.D. – serie TV, episodio 1x12 (2014)
- Revenge – serie TV, episodi 3x22-4x01-4x02 (2014)
- Brooklyn Animal Control – serie TV, episodio 1x01 (2015)
- Fear the Walking Dead – serie TV, episodi 2x01-2x04-2x05 (2016)
- Dal tramonto all'alba - La serie (From Dusk till Dawn: The Series) – serie TV, episodio 3x04 (2016)
- The Deleted – serie TV, 7 episodi (2016)
- Dimension 404 – serie TV, episodio 1x02 (2017)
- Here and Now - Una famiglia americana (Here and Now) – serie TV, 10 episodi (2018)
- Penny Dreadful: City of Angels – serie TV, 10 episodi (2020)
- Station Eleven – miniserie TV, 10 puntate (2021-2022)

## Doppiatori italiani
Nelle versioni in italiano delle opere in cui ha recitato, Daniel Zovatto è stato doppiato da:
- Manuel Meli in Beneath, Here and Now - Una famiglia americana
- Lorenzo De Angelis in It Follows, L' esorcista del papa
- Omar Vitelli in Agents of S.H.I.E.L.D.
- David Chevalier in Revenge
- Simone Veltroni in Fear the Walking Dead
- Andrea Mete in Man in the Dark
- Danny Francucci in Dal tramonto all'alba - La serie
- Massimo Triggiani in Penny Dreadful: City of Angels
- Alessandro Capra in Station 11
- Federico Viola in Woman of the Hour